# 무 (시호)
무(武)는 시호에 쓰이는 글자다. 상시며, 강강이직(剛彊理直), 위강예덕(威彊叡德), 극정화란(克定禍亂), 형민극복(刑民克服), 과지다궁(夸志多窮)을 일컫는다.

## 무제
한(漢)
- 무제(武帝)는 전한(前漢)의 제7대 황제이다. 세종(世宗) 효무황제(孝武皇帝) 유철(劉徹) [전한 무제]
- 무제(武帝)는 후한(後漢)의 초대 황제이다. 세조(世祖) 광무황제(光武皇帝) 유수(劉秀) [후한 광무제]

위(魏)
- 무제(武帝)는 조위(曺魏) 문제 조비의 아버지 조조(曹操)이다. 태조(太祖) 무황제(武皇帝) 조조(曹操) [위 무제]

진(晉)
- 무제(武帝)는 서진(西晉)의 초대 황제이다. 세조(世祖) 무황제(武皇帝) 사마염(司馬炎) [진(晉) 무제]
- 무제(武帝)는 동진(東晉)의 제9대 황제이다. 열종(烈宗) 효무황제(孝武皇帝) 사마요(司馬曜) [동진 효무제]

오호십육국(五胡十六國)
- 무제(武帝)는 오호십육국 성한(成漢)의 초대 황제이다. 태종(太宗) 무황제(武皇帝) 이웅(李雄) [성 무제]
- 무제(武帝)는 오호십육국 한(漢)의 제3대 황제이다. 열종(烈宗) 소무황제(昭武皇帝) 유총(劉聡) [한 소무제]
- 무제(武帝)는 오호십육국 후조(後趙)의 제3대 황제이다. 태조(太祖) 무황제(武皇帝) 석호(石虎) [조 무제]
- 무제(武帝)는 오호십육국 후연(後燕)의 초대 황제이다. 세조(世祖) 성무제(成武帝) 모용수(慕容垂) [후연 성무제]
- 무제(武帝)는 오호십육국 후량(後涼)의 초대 황제이다. 태조(太祖) 의무제(懿武帝) 여광(呂光) [후량 의무제]
- 무제(武帝)는 오호십육국 후연(後燕)의 제3대 황제이다. 중종(中宗) 소무제(昭武帝) 모용성(慕容盛) [후연 소무제]
- 무제(武帝)는 오호십육국 남연(南燕)의 초대 황제이다. 세종(世宗) 헌무제(獻武帝) 모용덕(慕容德)[남연 무제]

남조(南朝)
- 무제(武帝)는 남조 송(宋)의 초대 황제이다. 고조(高祖) 무제(武帝) 유유(劉裕) [송 무제]
- 무제(武帝)는 남조 송(宋)의 제4대 황제이다. 세조(世祖) 효무제(孝武帝) 유준(劉駿) [송 효무제]
- 무제(武帝)는 남조 제(齊)의 제2대 황제이다. 세조(世祖) 무제(武帝) 소색 (蕭?) [제 무제]
- 무제(武帝)는 남조 양(梁)의 초대 황제이다. 고조(高祖) 무제(武帝) 소연(蕭衍) [양 무제]
- 무제(武帝)는 남조 진(陳)의 초대 황제이다. 고조(高祖) 무제(武帝) 진패선(陳覇先) [진(陳) 무제]

북조(北朝)
- 무제(武帝)는 북조 북위(北魏)의 초대 황제이다. 태조(太祖) 도무황제(道武皇帝) 탁발규(拓跋珪) [위 도무제]
- 무제(武帝)는 북조 북위(北魏)의 제3대 황제이다. 세조(世祖) 태무황제(太武皇帝) 탁발도(拓跋燾) [위 태무제]
- 무제(武帝)는 북조 북위(北魏)의 제8대 황제이다. 세종(世宗) 선무황제(宣武皇帝) 원각(元恪) [위 선무제]
- 무제(武帝)는 북조 북위(北魏)의 제14대 황제이다. 효무황제(孝武皇帝) 원수(元脩) [위 효무제]
- 무제(武帝)는 북조 북제(北齊)의 문선제(文宣帝) 고양(高洋)의 아버지 고환(高歡)이다. 신무황제(神武帝帝) 고환(高歡) [신무제]
- 무제(武帝)는 북주(北周)의 제3대 황제이다. 고조(高祖) 무제(武帝) 우문옹(宇文邕) [주 무제]

오대십국(五代十國)
- 무제(武帝)는 오대십국 북한(北漢)의 초대 황제이다. 세조(世祖) 신무제(神武帝) 유숭(劉崇) [북한 신무제]

몽골제국
- 무제(武帝)는 몽골의 초대 황제이다. 태조(太祖) 법천계운성무황제(法天啓運聖武皇帝) 패아지근철목진(孛兒只斤鐵木眞)

원(元)
- 무제(武帝)는 원의 초대 황제이다. 세조(世祖) 성덕신공문무황제(聖德神功文武皇帝) 패아지근홀필렬(孛兒只斤忽必烈)

명(明)
- 무제(武帝)는 명의 초대 황제이다. 태조(太組) 홍무제(洪武帝) 주원장(朱元璋) [명 홍무제]

## 무왕
- 주 무왕은 중국 주(周)의 창시자이다.
- 초 무왕은 중국 춘추시대 초(楚)의 군주이다.
- 진 무왕은 중국 전국시대 진(秦)의 27대 군주이다.
- 제 무왕은 중국 신나라의 반란군 지도자며 후한의 추존 제후왕이다.
- 무령왕은 백제의 25대 왕이다.
- 백제 무왕은 백제의 30대 왕이다.
- 문무왕은 신라의 30대 왕이다.
- 발해 무왕은 발해의 2대 왕이다.
- 신무왕은 신라의 45대 왕이다.

## 무공, 무후
- 노 무공은 서주 시대 노(魯)의 군주이다.
- 송 무공
- 연 무공
- 위 무공
- 위 무후
- 제 무공은 서주 시대 제(齊)의 군주이다.
- 정 무공은 춘추시대 정(鄭)의 군주이다.
- 조 무공
- 중산 무공
- 진 무공은 춘추시대 진(晋)의 군주이다.
- 기 무공
- 주 무공
- 진 무후
- 채 무후
- 무양무후 번쾌
- 안국무후 왕릉
- 선평무후 장오
- 강무후 주발
- 충무공이순신

## 무자
- 계무자 숙
- 고무자 언
- 국무자 좌
- 난무자 서
- 범무자 회(수무자)
- 영무자 유
- 여무자 기
- 위무자 주
- 전 무자
- 지무자 앵
- 한무자 계장
- 한무자 만
- 황무자